# Джинджос
Джинджос (на гръцки: Σιτοχώρι, Ситохори, катаревуса: Σιτοχώριον, Ситохорион, до 1928 Τζίντζος, Дзиндзос) е село в Република Гърция, Егейска Македония, дем Висалтия, област Централна Македония. Селото има 663 жители според преброяването от 2001 година.

## География
Джинджос е разположено югоизточно от Нигрита в Сярското поле.

## История

### В Османската империя
Александър Синве ("Les Grecs de l’Empire Ottoman. Etude Statistique et Ethnographique"), който се основава на гръцки данни, в 1878 година пише, че в Чинджос (Tchintzios) живеят 960 гърци.
В „Етнография на вилаетите Адрианопол, Монастир и Салоника“, издадена в Константинопол в 1878 година и отразяваща статистиката на населението от 1873 година, Чинчос (Tchintchos) е посочено като село със 108 домакинства, като жителите му са 320 гърци.
В 1889 година Стефан Веркович („Топографическо-этнографическій очеркъ Македоніи“) пише за Джинджос:
| „ | Джинджос: християнско село; 1 църква, 8 часа и половина от града. | “ |

В 1891 година Георги Стрезов пише за селото:
| „ | Джинджос, 1 час на ЮЗ от Тахинос; 6 часа от Сяр. Поминък на жителите същият като в Тахинос. Пътят равени прав. 90 къщи карагуни. Гръцка църква. | “ |

В началото на XX век Джинджос е село, числящо се към Сярска каза на Серския санджак на Османската империя. В 1900 година според Васил Кънчов („Македония. Етнография и статистика“) в селото има 660 жители гърци.
По данни на секретаря на Българската екзархия Димитър Мишев („La Macédoine et sa Population Chrétienne“) в 1905 година в Джинджос (Ginjos) живеят 600 гърци и работи гръцко училище.

### В Гърция
След Междусъюзническата война в 1913 година, селото остава в Гърция. В 1928 година селото е прекръстено на Ситохори.
| Име         | Име          | Ново име  | Ново име  | Описание                                               |
| ----------- | ------------ | --------- | --------- | ------------------------------------------------------ |
| Таушан тепе | Ταουσάν Τεπέ | Лагокорфи | Λαγοκορφή | възвишение на С от Джинджос (69,4 m) и на ЮИ от Патрик |

## Личности
Родени в Джинджос
- Маргаритис Сятас, четник в гръцка андартска чета в Македония[11]
- Николаос Крусталис или Икономидис, гръцки агент трети клас на гръцка андартска чета в Македония[11]
- Николаос Курвитидис, гръцки агент трети клас на гръцка андартска чета в Македония[11]
- Стела Пападимитриу, гръцка актриса
- Харистос Мадзирис, гръцки агент втори клас на гръцка андартска чета в Македония[11]
- Христос Курбетис, четник в гръцка андартска чета в Македония[11]